# Henry Miller
Pour les articles homonymes, voir Henry Miller (médecin) et Miller.
Œuvres principales
- Tropique du Cancer
- Tropique du Capricorne
- Printemps noir
- Jours tranquilles à Clichy
- Le Colosse de Maroussi
- Le Cauchemar climatisé
- La Crucifixion en rose : Sexus, Plexus, Nexus

Henry Valentine Miller [ˈhɛnɹi ˈvæləntaɪn ˈmɪlɚ] est un romancier et essayiste américain né le 26 décembre 1891 à New York et mort le 7 juin 1980 à Pacific Palisades (Californie).
Il est connu pour avoir rompu avec les formes littéraires existantes, développant un nouveau type de roman semi-autobiographique qui mêle l'étude de caractère, la critique sociale, la réflexion philosophique, le langage explicite, le sexe, la libre association surréaliste et le mysticisme. Ses œuvres les plus caractéristiques à cet égard sont Tropique du Cancer, Printemps noir, Tropique du Capricorne et la trilogie de La Crucifixion en rose, qui sont fondées sur ses expériences à New York et à Paris (et qui ont toutes été interdites aux États-Unis jusqu'en 1961). Il a écrit aussi des mémoires de voyage et des critiques littéraires, et a peint des aquarelles et des gouaches.
Miller s'est lui-même qualifié de « Roc heureux » (Happy Rock).
Henry Miller a été durant sa jeunesse un grand admirateur de l’écrivain Knut Hamsun ainsi que de Blaise Cendrars, qui fut également son ami et un des premiers écrivains de renom à reconnaître son talent littéraire. Sur son lit de mort, Henry Miller dira que s'il a tellement écrit sur sa vie, ce fut uniquement par amour sincère des gens et non pour la gloire, la renommée ou la célébrité.

## Biographie

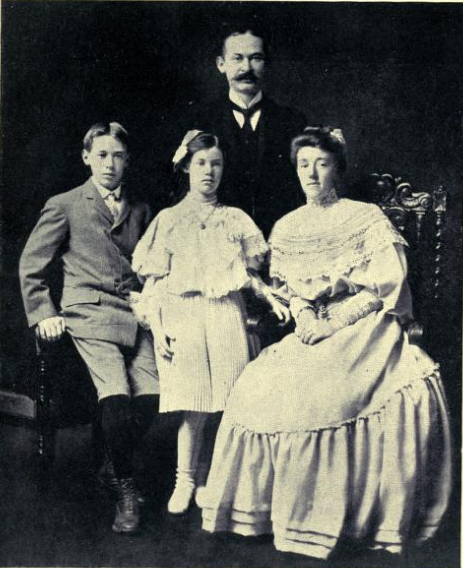
Henry Miller, sa sœur et ses parents, New York, Pach Brothers Studio, 1902-1903.

### Une enfance à New York (1891-1900)
Né au domicile familial du 450 East 85th Street, dans le quartier Yorkville de Manhattan, New York City, Henry Miller est le fils d'émigrés d'origine allemande. Son père, Heinrich Miller, devenu américain, fait profession de tailleur, et est d'origine bavaroise. Sa mère, Louise Marie Neiting, travaille aux côtés de son mari. Henry a une petite sœur, Lauretta Anna, née en 1895. Il grandit dans un environnement familial protestant non pratiquant, des luthériens,,.

### Une jeunesse: le gars de Brooklyn (1900-1930)
La famille déménage à Brooklyn, le jeune Miller vécut neuf ans au 662 Driggs avenue à Williamsburg (Brooklyn), connu à cette époque (et souvent mentionné dans ses œuvres) comme le « quatorzième quartier ».
En 1900, sa famille déménage au 1063 Decatur Street (que lui-même nomme « rue des premiers Chagrins »), dans la section Bushwick de Brooklyn. Après avoir terminé l'école primaire, bien que sa famille soit restée à Bushwick, Miller fréquenta l'Eastern District High School (en) à Williamsburg. Jeune homme militant et engagé, il devient membre actif du Parti socialiste d'Amérique, et son « idole de quondam » est le leader socialiste noir Hubert Harrison.
Sa jeunesse est au départ marquée par l'errance : il enchaîne les petits boulots, entame de brèves études au City College of New York pendant un semestre. En 1909, après avoir perdu sa virginité dans un bordel, il rencontre Pauline Chouteau, une veuve âgée de 35 ans, mère de deux enfants qui cherche un professeur de solfège : il s'installe chez elle, quittant ainsi ses parents, mais bientôt, cette liaison lui pèse. Henry rêve d'aventure, il n'a plus envie de cette vie et part six mois vers l'Ouest, puis revient dépité et sans le sou.
Miller décroche ensuite un emploi dans une importante société télégraphique, la Western Union Telegraph, où il devient directeur du personnel. En 1917, il épouse Beatrice Sylvas Wickens (1891-1984), son ancienne professeure de piano, rencontrée trois ans plus tôt. Ils ont une fille en 1919, prénommée Barbara. Ils s'installent au 244 6th Avenue à Park Slope, Brooklyn. En juillet 1922, il écrit son premier roman, Clipped Wings : jamais publié, il explore la vie d'une dizaine d'employés télégraphistes de la Western Union — une partie sera recyclée dans ses œuvres ultérieures, entre autres  dans Tropique du Capricorne. En juillet 1923, dans un cabaret, il rencontre Juliet Edith Smerth, connue sous le nom de scène de June Mansfield, elle est âgée de 21 ans, et ils deviennent amants. Beatrice et Henry divorcent en décembre suivant. Le 24 juin 1924, il épouse June.
June Miller devient sa muse littéraire : dans les romans semi-autobiographiques de Miller, elle apparaît sous le nom de Mona, notamment dans la trilogie La Crucifixion en rose,. C'est sous son impulsion qu'il abandonne son travail alimentaire afin de se consacrer totalement à l'écriture. De 1924 à 1925, il vit au 91 Remsen Street dans le quartier de Brooklyn Heights. C'est à cette époque qu'il tente de s'autoéditer, des textes qu'il appelle des Mezzotints (cf. plus loin). Le couple déménage au 106 Perry street à Greenwich Village et tente d'y ouvrir, dans la cave, un speakeasy, en pleine prohibition.
Entre 1926 et 1929, il écrit un nouveau roman, Moloch: or, This Gentile World (en), sous le prête-nom de June [Juliet Edith Smerth] : ce texte qui s'inspire de ses années de mariage avec Beatrice, est le résultat d'une commande faite à June par l'un de ses riches admirateurs et amants, Roland Freedman, et fut donc écrit secrètement par Henry. Il ne sera publié qu'en 1992. Un troisième roman voit le jour à cette époque, Crazy Cock, initialement titré Lovely Lesbians, qui s'inspire de la relation amoureuse entre June et son amie Marion, allias Jean Kronsky. Cette dernière vient vivre avec Henry et June en décembre 1926, et Miller voit circuler Freedman et Kronsky dans le lit de June, ce qui le jette dans une profonde dépression. En avril 1927, June et Kronsky partent vivre leur amour à Paris, laissant Miller seul. June revient vers Miller à la fin de l'année 1927. En 1930, à Paris, Jean Kronsky mettra fin à ses jours.

### Paris (1930-1939)
En 1928, June et Henry entreprennent ensemble un premier voyage à Paris, financé par Roland Freedman — pour June c'est la deuxième fois qu'elle visite Paris. Miller rencontre Robert William Service, poète vagabond, excentrique, voyageur, vivant en France depuis des années, et qui méprisait la littérature de ses contemporains. Il est également possible que Miller découvre la librairie de Sylvia Beach et la communauté littéraire réunie autour de la revue Transition issue de la génération perdue. Vers la fin de l'année, de retour à New York, June et Miller se séparent une nouvelle fois. Le krach boursier fin octobre 1929 n'arrange ni les affaires de Freedman, ni celles du couple.
En 1930, persuadé qu'il ne sera jamais reconnu comme écrivain dans son propre pays, Henry Miller décide seul de quitter les États-Unis pour ne plus y retourner : grâce à une aide financière obtenue par June, il parvient à embarquer sur un transatlantique en direction de Londres : là, n'ayant plus un sou, il contacte June et quelques amis qui lui font parvenir un peu d'argent, puis, il décide de se fixer à Paris où il espère trouver de meilleures conditions de vie. Ses premiers mois de bohème y sont misérables. Il lutte contre le froid et la faim, dormant chaque soir sous les porches, mendiant et courant après les repas offerts. En décembre, la chance se présente enfin en la personne de Richard Osborn (1903-1974), un jeune avocat américain conseiller juridique à la National City Bank, qui lui offre une chambre dans son propre appartement. Chaque matin, Osborn laisse un billet de 10 francs à son intention sur la table de la cuisine. Il commence à rédiger les premiers chapitres de Tropique du Cancer, dans une liberté de ton qu'il veut totale,,,,.

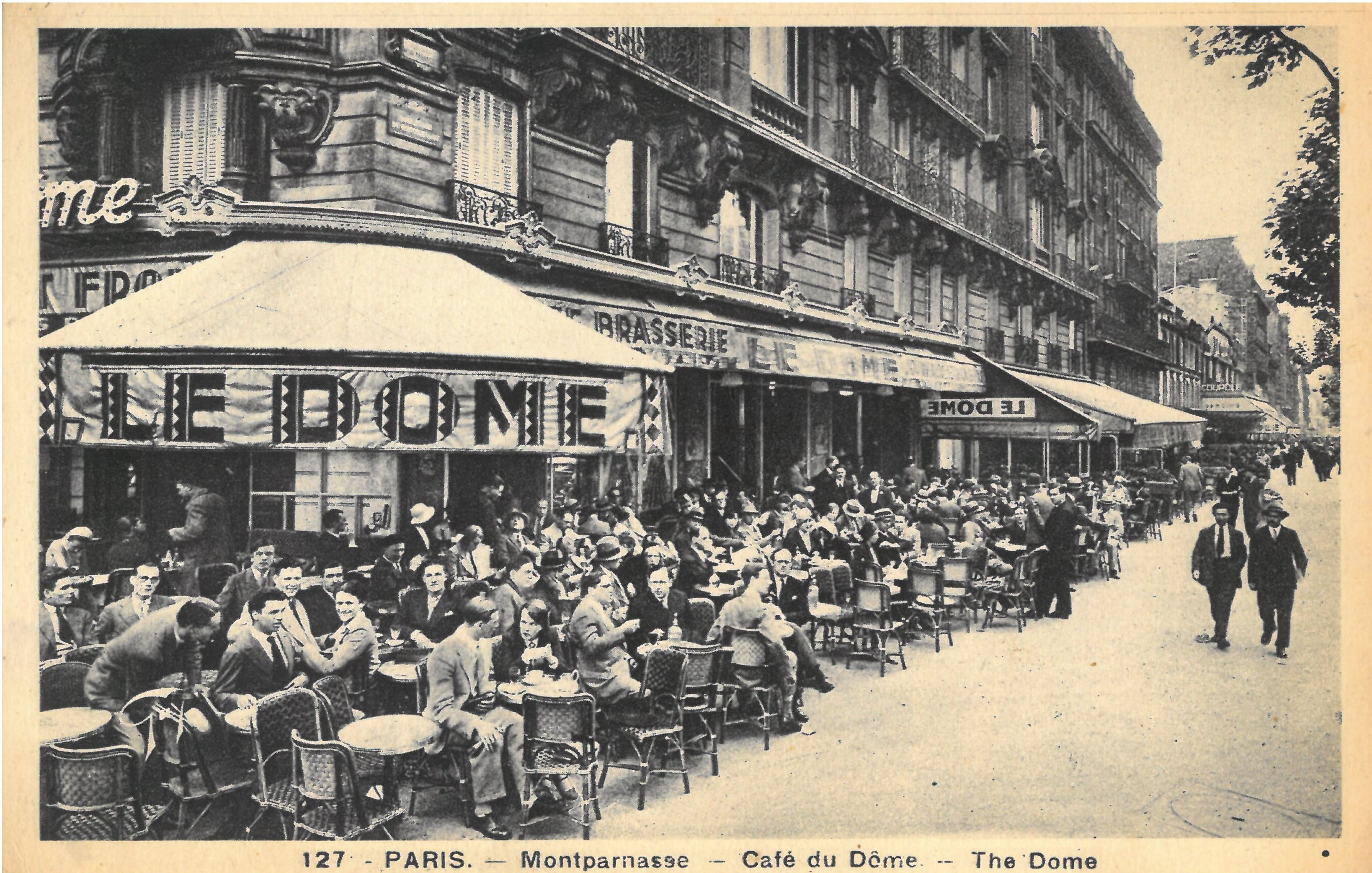
Le Dôme dans le quartier du Montparnasse (v. 1920).

Fréquentant le quartier du Montparnasse, il retrouve dans les bars, brasseries et restaurants du quartier, (Le Dôme, Dingo Bar, La Coupole, etc.), non seulement une communauté d'Américains, mais aussi d'Allemands et de mitteleuropéens : parmi ceux-ci, on compte Eva Kotchever, propriétaire du Eve's Hangout de New York, qui venait d'être expulsée des États-Unis, le photographe Brassaï, Alfred Perlès (1897-1990), Michael Fraenkel (1896-1957). Grâce à Osborn, Henry rencontre Anaïs Nin et son mari Hugh Parker Guiler (connu sous le nom de Ian Hugo). Durant l'automne 1931, Henry visite souvent leur maison située à Louveciennes. C'est là que June les retrouve en décembre suivant. En février 1932, Miller trouve un poste de répétiteur du lycée Carnot de Dijon, une expérience qui dure à peine un mois, qu'il interrompt pour devenir correcteur de l'édition parisienne du Chicago Tribune, grâce à Alfred Perlès, qui y était employé. Miller tente de publier des articles dans la presse. Les deux hommes partagent un logement à Clichy. Vers mars 1932, Miller et Nin deviennent amants : leur correspondance révèle qu'ils vivaient alors des moments tranquilles et intenses entre Louveciennes et Clichy. La rédaction de Tropique du Cancer s'intensifie entre 1931 et 1933. Miller est conseillé par Fraenkel : c'est le début d'une correspondance littéraire entre eux, qui fait que Miller abandonne l'idée de publier Crazy Cock, pour construire un ouvrage différent. Son amante Nin, à la fois muse, critique et mécène, va financer en partie, avec l'aide d'Otto Rank, l'impression de Tropique du Cancer, qui est publié en anglais à Paris par Jack Kahane chez Obelisk Press, et sort en septembre 1934 ; le livre, jugé obscène, est interdit d'exportation vers l'Amérique et la Grande-Bretagne. Au même moment, le divorce avec June est prononcé par procuration à Mexico.

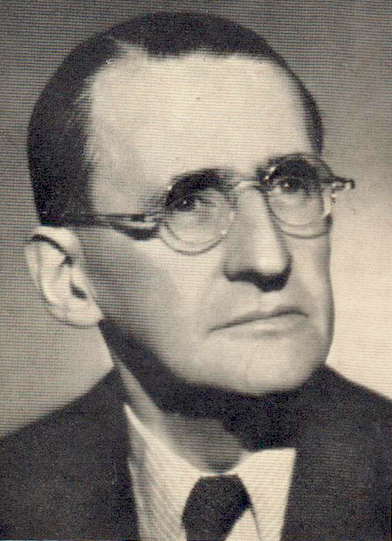
Son premier éditeur, Jack Kahane (Paris, 1938).

Miller devient parfaitement bilingue en français durant ce séjour français : ses lectures, variées et appliquées, qu'il détaille dans sa correspondance, en témoignent. Grâce à Nin, encore, il peut s'installer au 18 Villa Seurat, où il héberge Michael Fraenkel : le duo y monte une petite structure éditoriale à plusieurs visages (sous des marques comme Carrefour Press ou Booster Publications). Durant son séjour Villa Seurat, il croise également Lawrence Durrell, et c'est le début d'un longue et profonde amitié. L'édition du Tropique du Cancer, la circulation du texte, engendre également de nouvelles rencontres : c'est à cette époque que Miller entre en relation avec Blaise Cendrars, qui admire beaucoup cet ouvrage. Il se lia également et entre autres au juriste Richard Thoma, au marin-écrivain Georg Dibbern, à Conrad Moricand, un déclassé versé dans l'astrologie qu'il retrouvera après la guerre.
Miller écrit trois nouveaux livres durant son séjour parisien : les recueils de nouvelles Printemps noir (1936) et Max and the White Phagocytes (1938), et le roman Tropique du Capricorne (1939), tous publiés chez Obelisk Press. Un premier ouvrage de Miller est publié en 1939 aux États-Unis chez New Directions Publishing fondée par James Laughlin, il s'agit d'un recueil de nouvelles, The Cosmological Eye, reprenant en partie des textes de Printemps noir et de Max and the White Phagocytes. Juste avant le déclenchement de la guerre, Fraenkel édite le premier tome de leur correspondance sous le nom de Hamlet : c'est la première fois que Miller apparaît publiquement comme épistolier, dans un ouvrage publié non plus à Paris, mais à Puerto Rico.

### L'intermède grec (1939-1940)

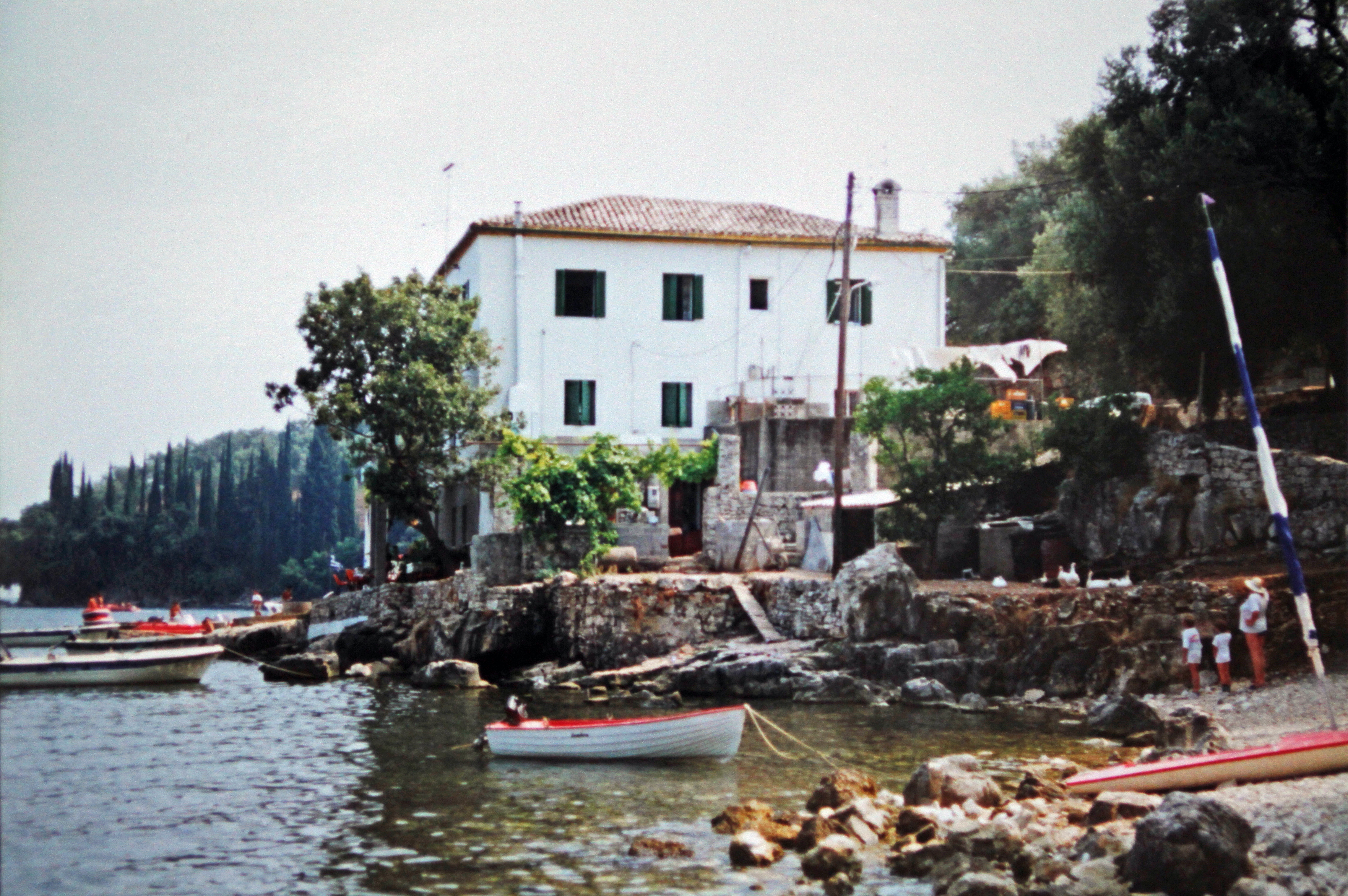
La Maison blanche à Corfou où était installée la famille Durrell et où résida Miller.

Après neuf années, il quitte Paris en juin 1939 pour la Grèce à l'invitation de Lawrence Durrell, son ami écrivain habite désormais Corfou. Il y reste presque une année, voyageant dans le Péloponnèse, explorant Corfou, la Crète et l'Attique avant de rentrer aux États-Unis peu de temps avant l'invasion de la Belgique et de la France par l'Armée allemande. Henry Miller a décrit son périple grec dans Le Colosse de Maroussi, écrit chez son ami,. L'ouvrage sera publié en 1941 chez Colt Press à San Francisco.

### Californie (1942-1980)
En mai 1940, Miller est forcé par le consulat américain de retourner à New York, ce qu'il ne souhaite absolument pas : il demande des visas pour le Brésil et le Mexique, qui lui sont refusés. Il arrive par bateau depuis Athènes jusqu'à Boston qu'il visite pour la première fois. À New York, il trouve les moyens financiers grâce à un éditeur d'entreprendre un long voyage au cœur de l'Amérique : cette expérience va durer près d'une année, périple mouvementé accompli en partie avec le peintre Abraham Rattner et durant lequel il doit enterrer son père. Elle fournira la matière pour Le Cauchemar climatisé. Au bout du compte, cette traversée américaine persuade Miller de s'établir en Californie, ce qu'il fait en juin 1942, résidant d'abord à l'extérieur d'Hollywood, avant de se fixer à Big Sur en 1944.
Pendant que Miller s'installe à Big Sur, ces romans, publiés par Obelisk Press, Tropique du cancer et Tropique du Capricorne, encore interdits aux États-Unis, circulent parmi les nombreux soldats américains stationnés en Europe à partir de 1944-1945. Ces ouvrages sont traduits en français ; le premier est préfacé par Henri Fluchère avec la bénédiction de Robert Denoël. Passé la cinquantaine, Henry Miller connaît alors ce qu'il appellera son premier succès. Ces deux œuvres avaient progressivement, depuis l'avant-guerre, acquis une certaine notoriété, tant auprès des lecteurs européens que des divers groupes d'exilés américains. Importées clandestinement aux États-Unis, les éditions en anglais produites par Jack Kahane puis par son fils Maurice Girodias, auront une influence majeure sur la nouvelle Beat Generation, en particulier sur Jack Kerouac, le seul écrivain auquel Miller accorda un regard critique bienveillant.
En 1942, peu de temps avant de s'installer en Californie, Miller commence à écrire Sexus (publié à Paris en 1949), premier volet de la trilogie romanesque La Crucifixion en rose, de nouveau semi-autobiographique, et s'inspirant des six années de sa vie à Brooklyn, lorsqu'il était tombé amoureux de June et où il luttait pour devenir écrivain. Comme plusieurs de ses autres œuvres cette trilogie achevée en 1959 est d'abord interdite aux États-Unis ; elle n'est publiée qu'en France et au Japon. Dans d'autres ouvrages écrits pendant son séjour en Californie, Miller critique le consumérisme américain, notamment dans Un dimanche après la guerre (1944) et Le Cauchemar climatisé (1945). Enfin, Big Sur et les Oranges de Jérome Bosch, publié en 1957, est un recueil d'histoires sur sa vie et ses amis de Big Sur.
En 1944, Miller rencontre celle qui deviendra la même année sa troisième épouse, Janina Martha Lepska (1923-2017), étudiante en philosophie, de 30 ans sa cadette. Ils ont deux enfants : Tony et Valentine. Ils divorcent en 1952. Durant cette période, Miller invite Conrad Moricand, apparemment sans le sou à Paris, à les rejoindre. Cet épisode haut en couleur est raconté par Miller dans Un diable au Paradis (A Devil in Paradise, 1956). En 1948, Miller écrit un récit qu'il affirme être « son histoire la plus singulière », intitulée Le Sourire au pied de l'échelle (The Smile at the Foot of the Ladder), elle met en scène un clown.
En 1953, Miller épouse l'artiste Eve McClure, de 37 ans sa cadette. Ils divorcent en 1960, et Eve meurt en 1966. En 1961, Miller organise une rencontre à New York avec June, son ex-femme, qui est au cœur de  La Crucifixion en rose. Ils ne s'étaient pas revus depuis près de trente ans. C'est à cette même époque, en 1961, que les romans de Miller, jusqu'ici interdits de vente aux États-Unis, sortent enfin chez Grove Press, et son éditeur Barney Rosset (en) engage alors une bataille juridique : l'ouvrage se vend à plus d'un million d'exemplaires par effet de scandale, et est l'objet de plus d'une cinquantaine de plaintes.
En février 1963, Miller s'installe au 444 Ocampo Drive, Pacific Palisades (Los Angeles) en Californie, où il passera les 17 dernières années de sa vie. En 1967, il épouse sa cinquième femme, Hoki Tokuda. En 1968, Miller signe la pétition Writers and Editors War Tax Protest, s'engageant à ne pas payer ses impôts en signe de protestation contre la guerre du Viêt Nam. Après son installation à Ocampo Drive, il organise des dîners pour les personnalités artistiques et littéraires de l'époque. Son assistant, la jeune artiste et mannequin Twinka Thiebaud (en), écrira plus tard un livre sur ces conversations du soir.
En 1972, il publie On Turning Eighty chez Capra Press, maison fondée par Noel Young (1922–2002) en 1969, premier volume de la collection « Yes! Capra Chapbook Series » dirigée par Robert Durand et Young, tiré à seulement 200 exemplaires. Le livre contient trois essais sur des sujets comme le vieillissement ou le fait de vivre une vie qui ait du sens quand on a atteint l'âge de 80 ans. Miller restera très fidèle à cette maison, livrant encore sept ouvrages, dont le dernier paru de son vivant.
Il apparaît dans le film Reds (1981), film qu'interprète et réalise Warren Beatty. Faisant partie d'une série de « témoins », il évoque ses souvenirs sur John Reed et Louise Bryant. Le film sort dix-huit mois après la mort de Miller.
Au cours des quatre dernières années de sa vie, Miller a entretenu une correspondance de plus de 1 500 lettres avec Brenda Venus, une jeune playmate du magazine Playboy, actrice et danseuse. Cette correspondance a été publiée en 1986.
Miller meurt de complications d'une insuffisance veineuse à son domicile de Pacific Palisades le 7 juin 1980, à l'âge de 88 ans. Son corps est incinéré et ses cendres partagées entre son fils Tony et sa fille Val,.

## L'œuvre et l'écrivain

### Tour d'horizon
Mis à part ses essais et son abondante correspondance, la majeure partie de l'œuvre d'Henry Miller est proprement inclassable. Ni roman, ni « nouveau roman », ni autobiographie proprement dite, ni journal personnel. Apparentée au roman picaresque avec des accents rabelaisiens, elle est l'expression de l'impossibilité d'un écrivain à exister dans une société hyper positiviste et fonctionnaliste. Elle peut également se définir comme un « roman de formation » (dans le prolongement du Bildungsroman) qui ne trouvera sa réalisation et sa reconnaissance sociale qu'à partir de la publication de Miller à Paris. Ses écrits retracent l'itinéraire d'un homme en marge du système, cherchant une réalisation de soi par un idéal de culture autodidacte et qui doit sans cesse lutter pour obtenir les moyens de poursuivre l'écriture de son œuvre. En ce sens, sa trilogie majeure (La Crucifixion en rose : Sexus, Plexus, Nexus) est l'expression d'une littérature postmoderne, de l'écrivain « maudit » ayant pour compagnon de route des femmes en quête d'un même idéal antimatérialiste, et des hommes qui acceptent de le soutenir dans sa recherche teintée de solipsisme. C'est aussi la raison pour laquelle il est devenu, tant aux États-Unis qu'en France, dans les années 1950-1970, une sorte d'écrivain générationnel, surtout de la Beat Generation, comme Jack Kerouac et William S. Burroughs, qui refusaient de « reproduire le système » par conformisme social. De cette errance et de cette odyssée, on ne retient souvent que l'apologie d'une sexualité à la Wilhelm Reich, qui s'est heurtée à l'establishment judiciaire et au puritanisme américain, celui-ci ayant longtemps empêché la publication de ses livres en raison de leur « pornographie » (bien légère au regard des standards de notre temps). En ce sens, son œuvre et sa personnalité ont été les précurseurs de la révolution sexuelle des années 1960. Dans la seconde partie de son existence, il mène une vie d'ermite californien, dans une maison proche de la côte pacifique, à Big Sur, devenant en quelque sorte le contre-modèle d'une société américaine lancée à la poursuite de ses rêves effrénés de consommation,,,.

### «Les livres sont vivants et me parlent»
En 1952, Henry Miller revient dans son essai The Books in my Life, sur ses influences littéraires majeures et sur le rôle primordial des livres, de la lecture, de la bibliophilie, dans sa formation et dans sa vie en général. Premier constat : il a été dès sa jeunesse un gros lecteur, et les livres furent pour lui comme des êtres vivants, avec qui il pouvait discuter. Ensuite, avec le temps, certains auteurs comptèrent en définitive plus que d'autres. Dans cet essai, il évoque ses premières lectures, et insiste sur la prépondérance d'auteurs comme Dostoïevski, Arthur Rimbaud, Knut Hamsun, Arthur Machen, Thomas Mann, Rider Haggard — surtout Elle —, James Fenimore Cooper, James Oliver Curwood, D. H. Lawrence. Au début de son séjour à Paris, Blaise Cendrars reste le premier auteur français contemporain qu'il découvre, tandis que s'ensuit entre eux une puissance amitié ; dans le même domaine, le second choc littéraire fut la lecture de Louis-Ferdinand Céline, puis de Jean Giono — trois auteurs qu'il qualifie de « frères ». Miller rencontra une première fois Giono en 1939 à Manosque en compagnie de Henri Fluchère. Dans cet essai, Miller évoque aussi les passeurs, ceux qui le guidèrent vers des ouvrages qui changèrent sa vie ; parmi ceux-ci, Emil Schnellock, l'écrivain britannique Claude Houghton, l'écrivain belge Pierre Lesdain (1897-1970), occupent une grande place. Dans d'autres registres, Miller insiste sur l'influence qu'eurent sur lui le théâtre et les spiritualités, en particulier Krishnamurti. Clôturant son essai, Miller livre un impressionnant index d'auteurs qui montre l'étendue et la variété de ses lectures.

### Les «mezzotintes»: un aspect méconnu de Miller, écrivain débutant
En 1924, ayant quitté son emploi à la Western Union, Henry Miller alors en couple avec June, et en manque d'argent, se débat avec sa nouvelle vie d'écrivain. Il s'essaye à l'auto-édition. L'idée originale serait venue d'un ami d'Henry, Joe O'Reagan. Miller invente un format original, où il peut enserrer aussi bien des écrits originaux que des matériaux issus de sa propre réserve de vieilles lettres et de morceaux de prose non publiés. Il produit un document de 250 mots par semaine (une demi-page A4). Chaque pièce est imprimée sur du papier cartonné coloré, à très peu d'exemplaires,.
Miller décide d'appeler ces courts écrits Mezzotint, probablement par analogie aux manières noires ou mezzo-tinto. En effet, l'aspect fini d'une mezzotinte est en quelque sorte impressionniste, très pixélisé et granuleux. Miller a confié plus tard avoir été influencé par Whistler, peut-être par allusion au style impressionniste du peintre, mais la métaphore pouvant être également comprise ici en tant que Miller écrit par ce procédé, ses propres « impressions » :

« Faire un Mezzotint un après-midi comme ça, c'était comme réussir un puzzle. Il me fallait des jours pour rogner mon poème en prose jusqu'à la longueur requise. Car deux cent cinquante mots étaient le maximum qu'on pouvait imprimer. J'en écrivais d'habitude deux ou trois mille, puis j'y pratiquais des coupes, à la hache. »

— Henry Miller, Plexus

« Le plus stupéfiant [...], c'est que le premier poème en prose que j'écrivis pour ce projet fut inspiré par le bâtiment de la Bowery Savings Bank. Ce fut l'architecture de leur nouveau siège, et non l'or qui reposait dans les chambres fortes de cette banque, qui enflamma mon imaginaire. Je l’intitulais Le Phénix de Bowery. »

— Henry Miller, Plexus
Bien que A Bowery Phoenix ait été publiée dans le Pearson's Monthly Review en février 1925, le projet de Miller de vendre ses mezzotintes par souscription demeura un échec. Pour s'assurer que son travail serait lu, Miller eût même recours à l'envoi de copies à des personnes prises au hasard dans l'annuaire téléphonique. En définitive, le projet d'ouverture en 1925 avec June d'un speakeasy dans la cave du 106 Perry street à Greenwich Village devint une option plus fiable pour gagner quelques subsides, de sorte que le projet « mezzotinte » s'arrêta brusquement. En 1927, l'un de ses amis, l'artiste allemand Hans Stengel (1894-1928), suggéra qu'il pouvait illustrer cette série de mezzotintes et la faire publier par Knopf ou Liveright. Le suicide de Stengel peu de temps après mit fin à ce projet. Au printemps 1935, à Paris, ces productions lui tiennent encore à cœur : Miller signale à Emil Schnellock, l'un de ses plus vieux amis, rencontré du temps de Brooklyn, qu'il a produit en tout et pour tout 35 poèmes en format mezzotinte.

### Un écrivain de la maturité
En mars 1932, Miller obtient un premier emploi de correcteur d'épreuves pour l'édition parisienne du journal américain The Chicago Tribune, grâce à son ami Alfred Perlès qui y travaille déjà. Il en profite pour soumettre des articles signés sous le nom de Perlès (car seuls les membres de l'équipe éditoriale peuvent proposer un papier). Il intensifie la même année la rédaction du Tropique du Cancer, qu'il achèvera au no 18 villa Seurat,, et qui est publié en septembre 1934. C'est ce roman qui entraîna aux États-Unis des procès pour obscénité, selon les lois contre la pornographie en vigueur à l'époque. Ce choix de Miller de lutter contre le puritanisme fit cependant beaucoup pour libérer des tabous sexuels la littérature américaine, à la fois d'un point de vue moral, social et légal.
Miller continue à écrire des romans, tous censurés aux États-Unis pour obscénité. Il publie Printemps noir (1936), puis Tropique du Capricorne (1939) qui parviennent à se diffuser sous le manteau aux États-Unis, contribuant à forger sa réputation d'écrivain underground. Il retourne à New York en 1940, puis s'installe à Big Sur (Californie) en 1944, où il continue à produire une littérature puissante, colorée et socialement critique ; il peint également.
L'édition américaine de Tropique du Cancer en 1961 lui vaut, ainsi qu'à son éditeur, une série de procès pour obscénité, tant son livre mettait à l'épreuve les lois et la morale américaines sur la pornographie. En 1964, la Cour suprême casse le jugement de la Cour d'État de l'Illinois en affirmant la valeur littéraire de l'œuvre de Miller. Ce jugement représenta une avancée majeure dans la naissance de ce qui sera plus tard connu sous l'appellation « révolution sexuelle ». Elmer Gertz, l'avocat qui a brillamment défendu le cas Miller lors de la parution du livre en Illinois, est par la suite devenu un des plus proches amis de l'écrivain. Des volumes entiers de leur correspondance ont été publiés.

### À la périphérie de l'œuvre littéraire
Miller était également un honorable pianiste amateur et un généreux épistolier. En dehors de l'écriture romanesque proprement dite, il entretint d'abondantes correspondances avec nombre d'écrivains, artistes et autres personnalités de son temps,,,,. De multiples recueils de ces lettres ont été publiés de son vivant et après sa mort, et proposent autant de « clés » permettant de comprendre les multiples facettes de sa personnalité. La correspondance la plus connue, la plus caractéristique mais aussi la plus évocatrice, est celle échangée avec Anaïs Nin. Une correspondance nourrie qui débute dans les années 1930 et durera plus d'une vingtaine d'années. Ces échanges épistolaires ont fait notamment l'objet d'une publication sous le titre Correspondance passionnée.
Au tournant de la cinquantaine, Miller commence à s'adonner également à la peinture (aquarelle, gouache). En 1945, en lien avec le libraire George Leite (en), fondateur de la Daliel's Gallery (en) à San Francisco, il publie un premier catalogue de ses productions graphiques, grâce à Bern Porter, un artiste américain avant-gardiste, précurseur du mail art. Une activité créatrice et artistique qu'il considère comme le prolongement direct de son œuvre littéraire. Il est notamment très proche du peintre français Grégoire Michonze. Sa passion pour la peinture trouve de nombreux échos dans ses écrits, notamment dans son essai Peindre, c'est aimer à nouveau. À propos de la peinture, Miller disait : « Ma définition de la peinture, c’est qu’elle est une recherche, comme n’importe quel travail créateur. En musique, on frappe une note qui en entraîne une autre. Une chose détermine la suivante. D’un point de vue philosophique, l’idée est que l’on vit d’instant en instant. Ce faisant, chaque instant décide du suivant. On ne doit pas être cinq pas en avant, rien qu’un seul, le suivant. Et si l’on s’en tient à cela, on est toujours dans la bonne voie. »

### Publications de son vivant

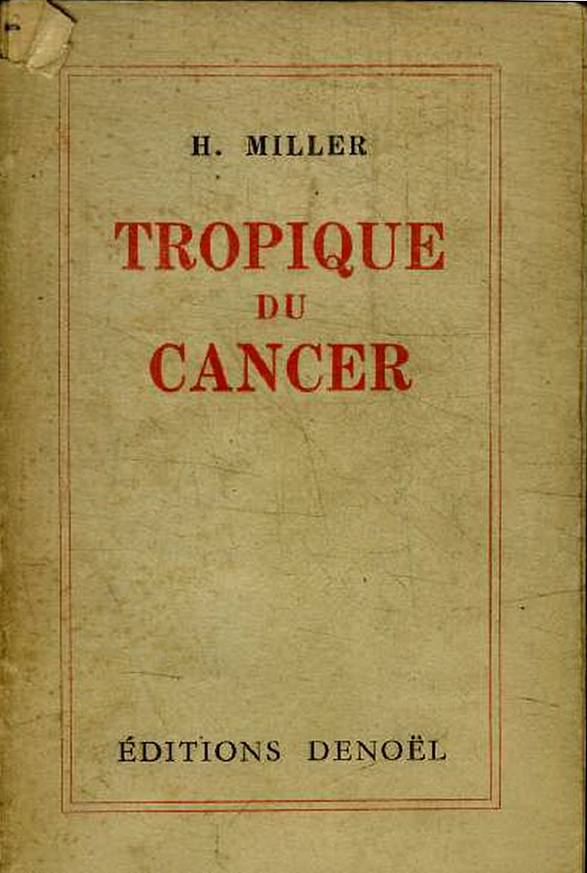
Couverture de la première édition en français de Tropique du Cancer (Denoël, 1945).

Par année de publication du texte original :
- 1934 : Tropique du Cancer, roman (Tropic of Cancer, Paris, Obelisk Press).
- 1935 : Aller Retour New York (en) (id., Paris, Obelisk Press). Une longue lettre à Alfred Perlès décrivant un voyage rocambolesque.
- 1935 : What Are You Going to Do about Alf? An Open Letter to All and Sundry, pamphlet (Paris, Villa Seurat ?). Texte militant destiné à soutenir son ami Alfred Perlès en difficulté.
- 1936 : Printemps noir, nouvelles (Black Spring, Paris, Obelisk Press).
- 1937 : Scenario: A Film with Sound, script (Paris, Obelisk Press).
- 1938 : Max et les Phagocytes, nouvelles (Max and the White Phagocytes, Paris, Obelisk Press) Recueil de six nouvelles : Max, Via Dieppe-Newhaven, L'Ancien Combattant alcoolique au crâne en planche à lessive, Mademoiselle Claude, Réunion à Brooklyn, Crucifixion en rose.
- 1938 : Money and How It Gets That Way, essai (Paris, Booster Publications Villa Seurat, 500 ex.)
- 1939 : Tropique du Capricorne, roman (Tropic of Capricorn, Paris, Obelisk Press).
- 1939 : The Cosmological Eye, nouvelles (Norfolk, New Directions Publishing).
- 1939 : Hamlet, correspondance avec Michael Fraenkel, vol. I (Santurce, Carrefour).
- 1940 :  Le Monde du sexe, essai (The World of Sex, Chicago, Ben Abramson / Argus Books).
- 1941 : Le Colosse de Maroussi, roman (The Colossus of Maroussi, San Franscico, Colt Press).
- 1941 : La Sagesse du cœur (The Wisdom of the Heart, Norfolk, New Directions Publishing).
- 1941 [?] : Opus Pistorum, écrit érotique (s.l.). Ce texte est une commande sans doute en complicité avec Anaïs Nin d'un texte très érotique, et publié très clandestinement [Ben Abramson ?], republié sous le titre Under the Roofs of Paris en 1983.
- 1941 : Hamlet, correspondance avec Michael Fraenkel, vol. II (Santurce, Carrefour).
- 1944 : Sunday After the War (Norfolk, New Directions Pub.)
- 1944 : The Plight of the Creative Artist in the United States of America (Houlton, Bern Porter).
- 1944 : Semblance of a Devoted Past (Berkeley, Bern Porter). Extraits de lettres à Emil Schnellock.
- 1945 : Echolalia: Reproductions of Water Colors, (Berkeley, Bern Porter).
- 1945 : Why Abstract? avec Hilaire Hiler et William Saroyan (New York, New Directions).
- 1945 : Henry Miller Miscellanea (San Mateo (CA), Bern Porter).
- 1945 : Le Cauchemar climatisé, essai (The Air-Conditioned Nightmare, Norfolk, New Directions Pub.). Première traduction en français par Jean Rosenthal, Gallimard, 1954.
- 1946 : Maurizius Forever (San Francisco, Colt Press). Texte inspiré de L'Affaire Maurizius de Jakob Wassermann, illustré par Miller à partir de ses aquarelles.
- 1947 : Into the Night Life (Big Sur, Bezalel Schatz). Livre d'artiste imprimé à 800 ex., reprenant un extrait de Black Spring, signé et illustré.
- 1947 : Souvenirs, souvenirs, recueil d'essais (Remember to Remember, Norfolk, New Directions Pub.). Contient L'Obscenité et la loi de réflexion. Il s'agit du volume 2 du Cauchemar climatisé.
- 1948 : The Smile at the Foot of the Ladder, récit (New York, Duell, Sloan and Pearce). Une histoire vraie qui met en scène la vie d'un clown.
- 1949 : Sexus, roman (Paris, Obelisk Press). Premier volet de La Crucifixion en rose.
- 1950 : The Waters Reglitterized: The Subject of Water Color in Some of Its More Liquid Phases, essai (San Jose (CA), John Kidis).
- 1951 : Blaise Cendrars, essai trad. par François Villié et ill. par Orfeo Tamburi (Paris, Denoël).
- 1952 : The Books in My Life, essai (Norfolk, New Directions Pub.).
- 1952 : Rimbaud, essai trad. par Frédéric Roger-Cornaz (Lausanne, Mermod).
- 1952 : Plexus, roman (Paris, Olympia Press). 2e volet de La Crucifixion en rose.
- 1955 : Amours sans importance, recueil de nouvelles préfacé par Kenneth Rexroth (Nights of Love and Laughter, New York, Signet).
- 1955 :  Un diable au paradis (A Devil in Paradise, New York, New American Library).
- 1956 :  Jours tranquilles à Clichy, roman illustré par Brassaï (Quiet Days in Clichy, Paris, Olympia Press).
- 1956 : Time of the Assassins: A Study of Rimbaud, essai (New York, New Directions Pub.). Reprise en anglais du Rimbaud de 1952.
- 1957 : Big Sur et les Oranges de Jérôme Bosch, essai (Big Sur and the Oranges of Hieronymus Bosch, New York, New Directions Pub.).
- 1958 : Le Carnet rouge, extrait de son journal intime de 1939 (The Red Notebook, Highlands, Jargon Books).
- 1959 : The Henry Miller Reader, essai dirigé avec Lawrence Durrell (New York, New Directions).
- 1959 : Reunion in Barcelona: a Letter to Alfred Perlès, from Aller Retour (New York / Northwood (G.-B.), Scorpion Press).
- 1960 : Nexus, roman (Paris, The Obelisk Press). 3e volet de La Crucifixion en rose.
- 1960 : Peindre c'est aimer à nouveau, essai (To Paint is to Love Again, Alhambra (CA), Cambria Books).
- 1962 : Water Color, Drawings and his Essay, the Angel is my Watermark !, essai (New York, Abrams).
- 1962 : Reste immobile comme un colibri, essai (Stand Still Like the Hummingbird, New York, New Directions).
- 1963 : Transit, pièce de théâtre (Just Wild About Harry, New York, New Directions).
- 1963 : Lawrence Durrell and Henry Miller: A Private Correspondence (éd. George Wickes / E. P. Dutton).
- 1964 : Henry Miller on Writing, essai (New York, New Directions).
- 1964 : Greece, essai avec des dessins d'Anne Poor (New York, Viking Press).
- 1965 : Letters to Anaïs Nin, préf. de Gunther Stuhlmann (Londres, Peter Owen).
- 1970 : Insomnia ou le diable en liberté, (Insomnia or the Devil at Large, Albuquerque, Loujon Press). Récit autobiographique de sa rencontre avec Hoki Tokuda.
- 1971 : My Life and Times, récit (New York, Playboy Press). Traduit en français sous le titre Jours tranquilles à Brooklyn, Paris, Playboy, 1978.
- 1972 : On Turning Eighty, récit (Santa Barbara, Capra Press, coll. « Yes! Capra Chapbook Series » no 1).
- 1972 : Ma vie et moi, album (Paris, Stock).
- 1973 : The Immortal Bard (Londres, Village Press). Sur John Cowper Powys, tiré à 500 ex.
- 1973 : First Impressions of Greece, récit (Santa Barbara, Capra Press).
- 1974 : Reflections on the Maurizius Case: A Humble Appraisal of a Great Book (Santa Barbara, Capra Press). Retour sur l'ouvrage de Jakob Wassermann.
- 1975 : The Nightmare Notebook, récits illustrés de dessins (New York, New Directions).
- 1976 : J'suis pas plus con qu'un autre, préface de Joseph Delteil (Paris, Buchet/Chastel). Son seul ouvrage écrit directement en français.
- 1976 : Le Livre des amis [vol. I], récits (Henry Miller's Book of Friends: A Tribute to Friends of Long Ago, Santa Barbara, Capra Press).
- 1977 : Sextet. His later writings under one cover, essais (Santa Barbara, Capra Press).
- 1977 : Mother, China and the world beyond, essai (Santa Barbara, Capra Press, coll. « Yes! Capra Chapbook Series » no 47).
- 1978 : My Bike and Other Friends, Volume II, Book of Friends (Santa Barbara, Capra Press).
- 1979 : Joey: A Loving Portrait of Alfred Perlès Together With Some Bizarre Episodes Relating to the Opposite Sex, Volume III, Book of Friends, (Santa Barbara, Capra Press).
- 1979 : The Theatre & Other Pieces (Cleveland, Stroker). Tirage à 500 ex., essais et nouvelles traitant du théâtre.
- 1980 : The World of Lawrence: A Passionate Appreciation, essai (Santa Barbara, Capra Press). Essai sur l'œuvre de D. H. Lawrence.

### Publications posthumes

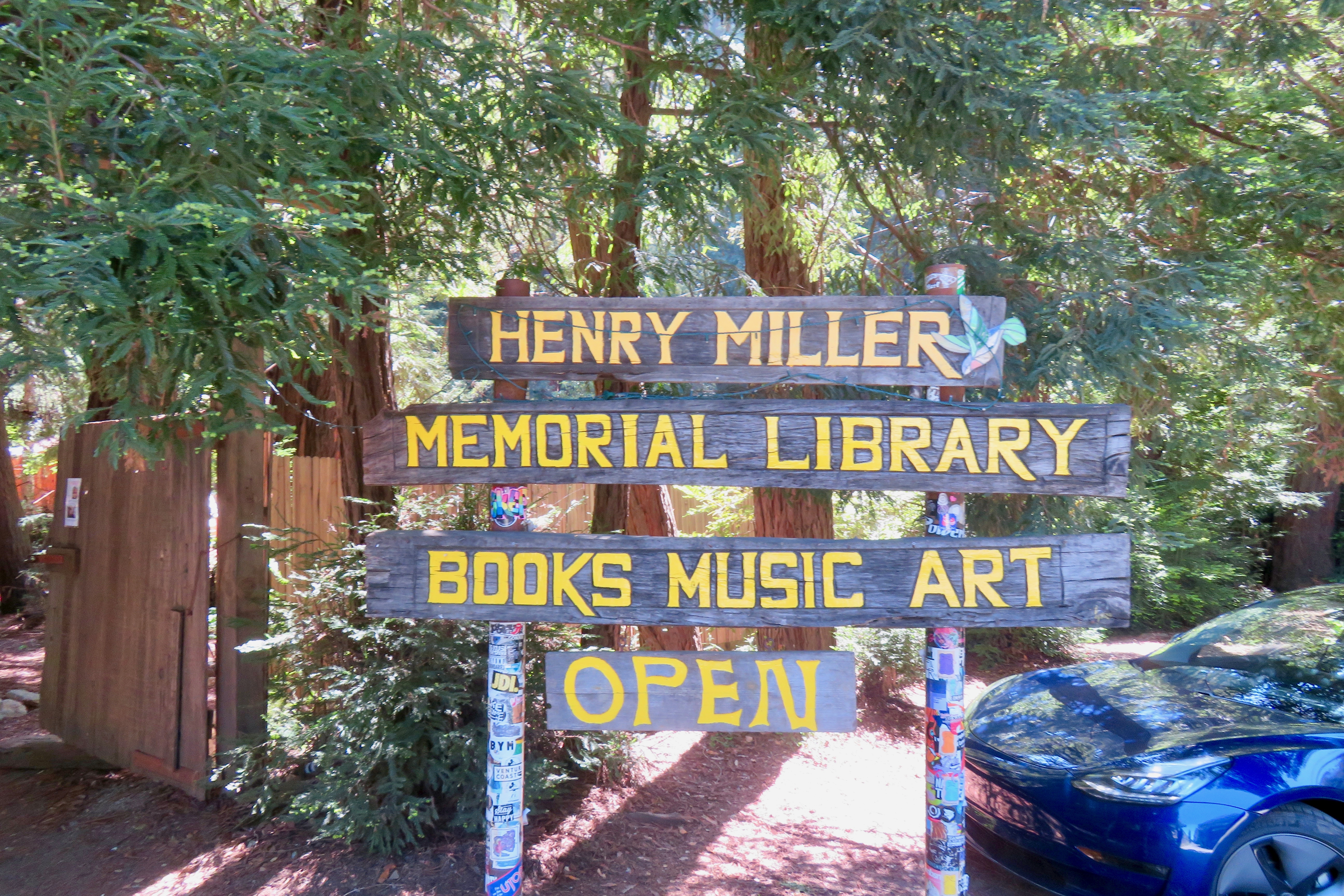
The Henry Miller Memorial Library à Big Sur : construite par Emil White pour Miller en 1966, cette maison est devenue un centre d'art dédié à sa mémoire.

- Crazy Cock [1928-1930], roman (New York, The Estate of Henry Miller / Grove Press, 1991).
- Moloch: or, This Gentile World [1927], roman (New York, The Estate of Henry Miller / Grove Press, 1992).
- (fr + en) Henry Miller (trad. Henri Fluchère), Le 14e District : Nouvelles américaines [« The Fourteenth Ward »], Éditions Gallimard, coll. « folio Bilingue », 2011 (1re éd. 1936), 92 p. (ISBN 9782070423163).
- L'Oiseau mouche : Essais Tome 2 (1997)
- Lire aux cabinets (trad. de l'anglais), Paris, Allia, 2000, 64 p. (ISBN 2844850367, lire en ligne) Extrait de The Books in My Life, 1952.
- Nexus 2 (140p.) Suite du premier Nexus et dernier volet inachevé de La Crucifixion en rose (coll. Autrement dit, 2004)
- L'Œil qui voyage (2005)
- Mejores no hay! (Finitude, 2012)

### Entretien et correspondance
- Entretiens de Paris : avec Georges Belmont, photographies de Tony Miller (Stock, 1970). Entretiens radiophoniques avec son traducteur en français.
- Correspondance privée avec Wallace Fowlie (en) (Buchet-Chastel, 1975)
- Flash-back, entretiens de Pacific Palisades, avec Christian de Bartillat (Le Chêne, 1976)
- (en) From your Capricorn Friend - Henry Miller and the Stroker 1978-1980 (New Directions, 1984). Correspondance avec l'éditeur Irving Stettner
- Lettres d'amour à Brenda Venus, préf. de Lawrence Durrell (10/18, 1991)
- Correspondance privée avec John Cowper Powys (1994)
- Lettres à Emil (10/18, 1999). Les débuts laborieux de Miller avec l'écriture entre 1922 et 1934 racontés à son plus vieil ami, Emil Schnellock.
- Correspondance avec Blaise Cendrars (Denoël, 1995)
- Correspondance avec Lawrence Durrell, 1935-1980 (2004)

### Œuvres visuelles
Deux musées exposent plusieurs de ses peintures :
- The Henry Miller Museum of Art à Nagano au Japon
- The Henry Miller Art Museum à la Coast Gallery de Big Sur en Californie

À Paris, depuis 2010, la Dorothy's Gallery présente en permanence une collection importante de ses œuvres graphiques.